# 諾斯伍茲 (亞利桑那州)
諾斯伍茲（英語：Northwoods）是位於美國亞利桑那州阿帕契縣的一個非建制地區。該地的面積和人口皆未知。

## 地理
諾斯伍茲的座標為34°01′42″N 109°27′24″W / 34.02833°N 109.45667°W，而該地的平均海拔高度為2579米（即8461英尺）。